# Kanton Montluel
Kanton Montluel (fr. Canton de Montluel) byl francouzský kanton v departementu Ain v regionu Rhône-Alpes. Skládal se z devíti obcí. Zrušen byl po reformě kantonů 2014.

## Obce kantonu
- Balan
- Béligneux
- La Boisse
- Bressolles
- Dagneux
- Montluel
- Niévroz
- Pizay
- Sainte-Croix